# Ineni

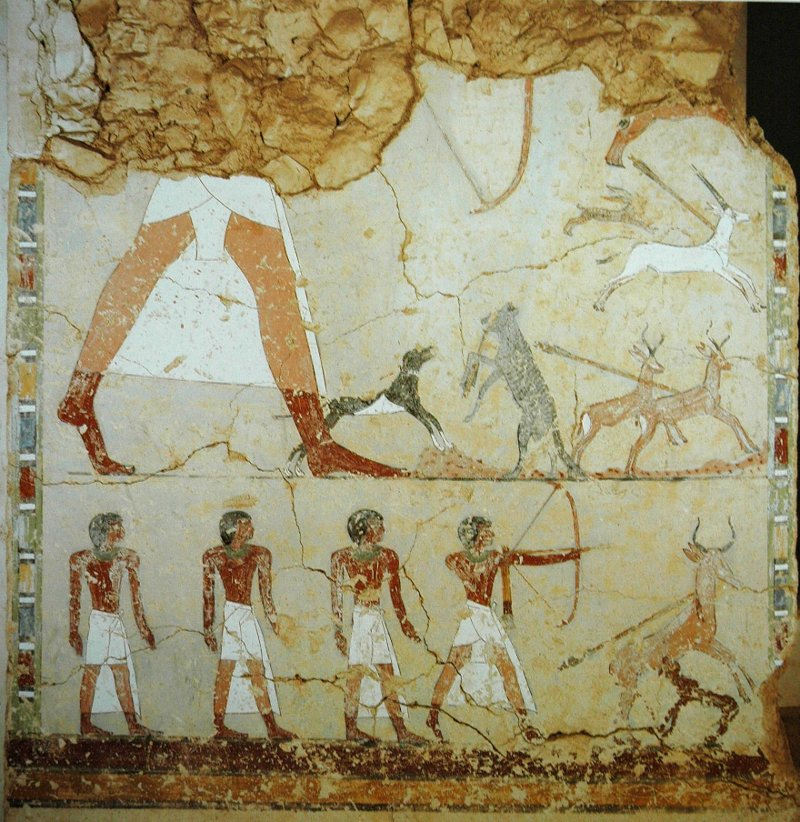
Ineni bei der Jagd, Bild aus seinem Grab

Ineni war ein hoher altägyptischer Beamter am Beginn der 18. Dynastie. Seine Amtszeit begann in der Regierungszeit von Amenophis I. und endete am Beginn der Regierungszeit der regierenden Königin Hatschepsut. Ineni war Bürgermeister von Theben und hatte damit eine der wichtigsten Positionen im Staat inne. Er ist vor allem aus seinem thebanischen Grab (TT81) bekannt, in dem sich eine längere Biographie befindet, die über sein Leben berichtet.
Inenis Vater hieß Antef, seine Mutter Satdjehuty. Er hatte mehrere Geschwister, seine Schwester Ta-Amethu war mit dem Wesir Ahmose Aametju verheiratet. Neben dem Amt eines Bürgermeisters von Theben hatte Ineni auch noch wichtige Positionen im Amuntempel inne, so war er auch Scheunenvorsteher des Amun und Vorsteher der Arbeiten in Ipet (Karnak). Wahrscheinlich begann er seine Karriere am Amuntempel. Der letztere Titel bezeugt, dass er für zahlreiche Bauprojekte der frühen 18. Dynastie verantwortlich war, die er auch in seiner Biographie beschreibt. Aus seiner Biographie erfährt man auch, dass er das Grab des Königs Thutmosis I. im Tal der Könige (KV38) herrichten ließ. Als Belohnung für seine Taten erhielt er das Ehrengold.